# SS Washingtonian (1913)
Pour les autres navires du même nom, voir SS Washingtonian.
Le SS Washingtonian est un cargo lancé en 1913 pour l'American-Hawaiian Steamship Company. Au moment de son lancement, il est le plus grand navire de cargaison sous pavillon des États-Unis. Pendant l'occupation américaine de Veracruz en avril 1914, le Washingtonian est affrété par le département de la Marine des États-Unis pour servir comme navire de ravitaillement réfrigéré de la flotte américaine stationnée au large des côtes mexicaines.
En janvier 1915, après un peu plus d'un an de service, le Washingtonian entre en collision avec la goélette Elizabeth Palmer au large des côtes du Delaware et coule en dix minutes avec la perte de sa cargaison, 10 200 t de sucre hawaïen d'une valeur de 1 000 000 $. Dans les jours qui ont suivi le naufrage du Washingtonian, le prix du sucre aux États-Unis a augmenté de près de 9 %. Allongé sous environ 30 m d'eau, l'épave du Washingtonian est l'un des sites de plongée les plus populaires sur la côte Est des États-Unis.